# Sieć Badawcza Łukasiewicz – Instytut Obróbki Plastycznej
Sieć Badawcza Łukasiewicz – Centrum Zrównoważonej Gospodarki (wcześniej: Instytut Obróbki Plastycznej, Centrum Obróbki Plastycznej) jest jednostką naukowo-badawczą, w której prowadzone są prace i badania w zakresie technologii oraz konstrukcji maszyn, urządzeń i narzędzi do pozahutniczej obróbki plastycznej. Od 1 kwietnia 2019 roku należy do Sieci Badawczej Łukasiewicz. Od 1 stycznia 2024 roku jest jednym z czterech centrów badawczych Łukasiewicz – Poznańskiego Instytutu Technologicznego.

## Działalność jako „INOP”
Przedmiotem działalności Instytutu były badania naukowe i prace rozwojowe w dziedzinie nauk technicznych,  w takich dyscyplinach jak budowa i eksploatacja maszyn, inżynieria materiałowa, mechanika, automatyka i robotyka, biotechnologia, biocybernetyka i inżynieria biomedyczna oraz wdrażanie otrzymanych wyników do praktyki przemysłowej.
W Instytucie od 1999 r. działa System Zarządzania Jakością zgodny z normą ISO 9001:2015, certyfikowany przez Lloyd’s Register Quality Assurance (nr Certyfikatu Zatwierdzenia: 10266404). 
Na potencjał Instytutu składały się nowoczesne laboratoria, gniazda i stanowiska badawcze umożliwiające prowadzenie badań w ramach prac naukowych, badawczo-rozwojowych, wdrożeniowych oraz projektów krajowych i międzynarodowych.
Zakład Badania Metali prowadził badania wyrobów i materiałów metalowych, a jego profil działalności obejmował zagadnienia z zakresu inżynierii materiałowej, dotyczące określania stanu strukturalnego oraz właściwości mechanicznych metali i wyrobów metalowych. Od 1997 roku Zakład Badania Metali był akredytowanym laboratorium badawczym (certyfikat akredytacji AB 105), posiadającym System Zarządzania po przejściu procesu akredytacji zgodnie z wymogami normy PN-EN ISO 17025:2018-02 – Ogólne wymagania dotyczące kompetencji laboratoriów badawczych i wzorcujących.
Laboratorium Inżynierii Powierzchni i Tribologii zajmowało się niekonwencjonalnymi badaniami tribologicznymi materiałów wykorzystywanych w budowie maszyn oraz materiałów biozgodnych przeznaczonych na elementy endoprotez. Wyposażenie laboratorium stanowiły m.in. testery tribologiczne oraz symulatory ruchu układu kostno-stawowego człowieka. Laboratorium posiadało też przyrządy do pomiarów twardości i mikrotwardości w podwyższonej temperaturze, przyrządy do ściskania i wyznaczania krzywych umocnienia dla próbek o niewielkich wymiarach, prototypowe stanowisko badawcze do wytwarzania mikro- i nanoproszków smarów stałych oraz innowacyjne stanowisko do modyfikacji warstwy wierzchniej nanoproszkami.
Pracownia Kształtowania Proszków Spiekanych realizowała prace badawczo-rozwojowe i wdrożeniowe z zakresu wytwarzania wyrobów metodą metalurgii proszków, w połączeniu z obróbką plastyczną, obróbką cieplną i cieplno-chemiczną. Badania w głównej mierze dotyczyły doboru mieszanki materiału proszkowego, opracowania technologii kształtowania i spiekania części, modyfikacji warstwy wierzchniej, celem zapewnienia wyrobom pożądanych własności mechanicznych i eksploatacyjnych.
W Instytucie realizowane były prace naukowo-badawcze dotyczące wytwarzania zaawansowanych materiałów metodą SPS. Ponadto rozwijana była konwencjonalna technologia metalurgii proszków. W ten sposób wykonywane były wyroby z proszków na bazie żelaza do zastosowań w wielu obszarach gospodarki.
Laboratorium Technik Wytwarzania prowadziło badania nad technologiami i maszynami do kształtowania objętościowego oraz urządzeń mechanizujących i automatyzujących procesy produkcyjne.
Laboratorium Obróbki Mechanicznej, przy współpracy z innymi działami Instytutu, poruszało zagadnienia związane z wpływem strategii oraz parametrów procesu obróbki elektroerozyjnej na własności mechaniczne i dokładność wymiarowo-kształtową narzędzi kuźniczych.
Laboratorium Metrologiczne Instytutu dokonywało pomiarów długości oraz kąta w oparciu o nowoczesne narzędzia i systemy pomiarowe na wysokiej klasy sprzęcie pomiarowym.
Instytut prowadził również prace badawcze i wdrożeniowe w zakresie technologii wyrobów oraz konstrukcji maszyn i urządzeń do obróbki plastycznej blach (wyoblanie i zgniatanie obrotowe). Ponadto prowadzone były liczne prace badawcze procesów zgniatania obrotowego m.in. wyrobów z miedzi.
Po przemianowaniu Instytutu i aktualizacji profilu jego działalności, większość powyższych zadań jest obecnie realizowana w ramach Centrum Zrównoważonej Gospodarki.

## Historia
- 1948 – powstanie Zakładu Obróbki Bezwiórowej (ZOB) Głównego Instytutu Mechaniki z inicjatywy Feliksa Tychowskiego,
- 1952 – przekształcenie ZOB w samodzielny Instytut Obróbki Plastycznej (INOP),
- 1959 – przemianowanie INOP na Centralne Laboratorium Obróbki Plastycznej (CLOP),
- lata 60. XX w. – powołanie Działu Produkcji Doświadczalnej oraz Ekspozytur w Kielcach i Ustroniu,
- 1961 – opracowanie metody kucia wałów korbowych nazywaną Metodą TR przez zespół naukowców CLOP pod kierownictwem Tadeusza Ruta,
- 1964 – rozpoczęcie budowy aktualnej siedziby,
- 1971 – odzyskanie rangi instytutu i nazwy Instytut Obróbki Plastycznej,
- lata 70. XX w. – rozwój kadry, podjęcie kluczowej dla gospodarki problematyki badawczej i zwiększenie zakresu współpracy międzynarodowej,
- lata 90. XX w. – podejmowanie nowej problematyki badawczej, rozpoczęcie udziału w międzynarodowych interdyscyplinarnych projektach,
- XXI w. – intensyfikacja współpracy z gospodarką i nauką międzynarodową poprzez realizację projektów badawczych m.in. w ramach: inicjatywy EUREKA, V, VI i VII Programu Ramowego Unii Europejskiej oraz Horyzontu 2020,
- 1 kwietnia 2019 – wejście INOP do Sieci Badawczej Łukasiewicz i zmiana nazwy na Sieć Badawcza Łukasiewicz – Instytut Obróbki Plastycznej[5][6][7].
- 1 stycznia 2022 – zmiana nazwy na Sieć Badawcza Łukasiewicz – Centrum Obróbki Plastycznej.
- 1 stycznia 2024 –  wejście w strukturę nowego centrum i zmiana nazwy na Sieć Badawcza Łukasiewicz - Centrum Zrównoważonej Gospodarki

## Osiągnięcia
Dorobek Centrum, jeszcze jako Instytutu, to liczne certyfikaty, patenty, wdrożenia oraz nagrody, w tym:
2013
- „Srebrny Laur Innowacyjności 2013” w Ogólnopolskim Konkursie im. Stanisława Staszica na najlepsze produkty innowacyjne, zorganizowanym przez Federację Stowarzyszeń Naukowo-Technicznych Naczelnej Organizacji Technicznej, za „Automatyczną, specjalistyczną linię do wytwarzania belki czołowej wózka jezdnego wagonu kolejowego typ UR 291 wraz z innowacyjną technologią przestrzennego gięcia”.

2014
- Srebrny Medal VIII Międzynarodowej Warszawskiej Wystawy Wynalazków IWIS 2014 za wynalazek: „Sposób wytwarzania profili z metali i zespół do wytwarzania profili z metali. Method for producing metal profiles and the assembly to produce profiles of metal”. Wyróżniony także Dyplomem Ministra Nauki i Szkolnictwa Wyższego
- Złoty Medal z Wyróżnieniem VIII Międzynarodowej Warszawskiej Wystawy Wynalazków IWIS 2014 za wynalazek: „Sposób wytwarzania elementów ze stopów metali nieżelaznych, korzystnie stopów aluminium.  Method for producing parts from non-ferrous alloys, preferably aluminum alloys”.

2015
- Nagroda im. Jacquesa Duparca Europejskiej Federacji Towarzystw Ortopedycznych i Traumatologicznych (European Federation of National Associations of Orthopaedics and Traumatology EFORT), przyznana podczas 16 Kongresu EFORT w Pradze, za innowacyjną metodę izolacji cząstek zużycia z tkanek przylegających do endoprotezy stawu biodrowego.
- Złoty Medal MTP targów ITM Polska 2015 – Nauka dla Gospodarki za „Przyrząd kuźniczy PKJ2”
- Srebrny Medal Międzynarodowych Targów Innowacji Gospodarczych i Naukowych INTARG 2015 za wynalazek: „Sposób wytwarzania kompozytów na osnowie metalicznej” (A method for the manufacturing of metallic matrix composites).
- Złoty Medal Międzynarodowych Targów Innowacji Gospodarczych i Naukowych INTARG 2015 oraz Medal Rumuńskiego Forum Wynalazców (Euroinvent Medal) za wynalazek: „Sposób testowania protezy stawu biodrowego oraz tester realizujący ten sposób (A method of testing joint andoprosthesis and a tester performing the method)”.
- ODZNAKA HONOROWA ZA ZASŁUGI DLA ROZWOJU GOSPODARKI RZECZYPOSPOLITEJ POLSKIEJ nadana Instytutowi przez Wicepremiera Ministra Gospodarki Janusza Piechocińskiego, w uznaniu zasług poniesionych na rzecz rozwoju gospodarki Rzeczypospolitej Polskiej.

2016
- Złoty Medal Międzynarodowych Targów Poznańskich ITM Polska 2016 – Nauka dla Gospodarki za „Wysokotemperaturowy tester tribologiczny TWT–500N”.
- Złoty Medal Międzynarodowych Targów Innowacji Gospodarczych i Naukowych INTARG 2016 za wynalazek:  „Tester protezy kręgosłupa”.

2018
- Nagroda im. Jacquesa Duparca Europejskiej Federacji Towarzystw Ortopedycznych i Traumatologicznych (European Federation of National Associations of Orthopaedics and Traumatology EFORT), przyznana podczas 19 Kongresu EFORT w Barcelonie w Hiszpanii, za poster pt. „Catastrophic wear-through of ceramic-on-polyethylene bearings: Retrieval analysis of ten implants, characterisation of periprosthetic tissues”.

2019
- Specjalne Wyróżnienie Europejskiej Federacji Narodowych Towarzystw Ortopedycznych i Traumatologicznych (European Federation of National Associations of Orthopaedics and Traumatology EFORT), przyznane podczas 20 Kongresu EFORT w Lizbonie (Portugalia), za najlepszy poster pt. „Comparison of in vivo wear of ceramic, metal and titanium nitride coated total hip arthroplasty heads”.
- Złoty Laur Innowacyjności 2019 w konkursie organizowanym przez Federację Stowarzyszeń Naukowo-Technicznych NOT za innowacyjne rozwiązanie pt. „Wyoblarka specjalna MWS-200 do kształtowania wyrobów osiowo niesymetrycznych”[9].